# Justin Roiland

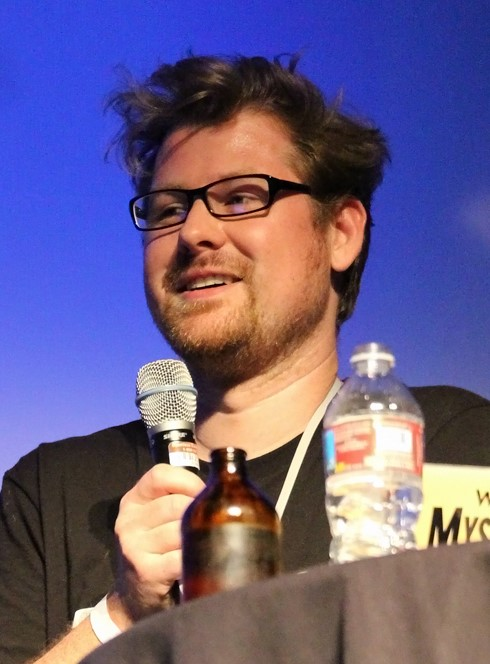
Justin Roiland beim XOXO-Festival 2015

Mark Justin Roiland (* 21. Februar 1980 in Stockton, Kalifornien) ist ein US-amerikanischer Synchronsprecher, Drehbuchautor und Fernsehproduzent. Zusammen mit Dan Harmon ist er Schöpfer und war Showrunner der Animationsserie Rick and Morty.

## Leben
Roiland wuchs im kalifornischen Manteca auf. Nach seinem High-School-Abschluss zog er nach Los Angeles.
2004 schloss Roiland sich dem Filmkollektiv Channel 101 von Rob Schrab und Dan Harmon an. Neben diversen Auftritten als Schauspieler und Sprecher bei diversen Kurzfilmen und Sketchen der Gruppe, entstanden auch erste eigene Kurzfilme. Es folgten mehrere Auftritte in der Fernsehserie The Sarah Silverman Program. Im weiteren Verlauf seiner Karriere wurde Roiland vor allem als Synchronsprecher aktiv und ist etwa in den Zeichentrickserien Adventure Time – Abenteuerzeit mit Finn und Jake und Willkommen in Gravity Falls zu hören.
Gemeinsam mit Dan Harmon kreierte er die animierte Science-Fiction-Serie Rick and Morty, in der er auch die beiden Hauptfiguren spricht.
Seine Schwester Amy Roiland ist Schauspielerin.
Am 24. Januar 2023 machte Adult Swim über den offiziellen Twitteraccount von Rick and Morty öffentlich, dass sie sich von Roiland trennen. Es wurde später bekannt, dass Roiland sich in einem Gerichtsverfahren wegen Häuslicher Gewalt, Körperverletzung und Freiheitsberaubung zu verantworten hat. Die Serie soll weitergeführt werden und Dan Harmon die alleinige Verantwortung übernehmen. Inzwischen hat auch Hulu Roiland für die Animationsserien Solar Opposites und Koala Man entlassen.
Das Verfahren gegen Roiland wurde im März 2023 mangels Beweisen eingestellt. Gegen September 2023 kamen jedoch neue Anschuldigungen mehrerer Personen auf, Roiland habe mit Minderjährigen Nachrichten mit sexuellen Intentionen ausgetauscht.

## Filmografie (Auswahl)
Serien
- 2010–2014: Der Fisch-Club (Stimme von Oscar)
- 2010–2018: Adventure Time – Abenteuerzeit mit Finn und Jake (u. a. Stimme von Earl of Lemongrab, Lemongrab 2, Lemonhope und Lemongrab 3)
- 2012–2016: Willkommen in Gravity Falls (Stimme von Blendin Blandin und Bobby Renzobbi)
- 2013: Out There (Stimme von Chris)
- 2013–2023: Rick and Morty (Stimme von Rick Sanchez und Morty Smith)
- 2015: Die Simpsons (Episode Mathlete's Feat; Stimme von Rick Sanchez und Morty Smith)
- 2015–2017: Schwein Ziege Banane Grille (Pig Goat Banana Cricket; Stimme von Psychopath Giraffe und Radical Rick)
- 2020–2023: Solar Opposites
- 2022: The Boys Presents: Diabolical

Filme
- 2015: Krampus (Stimme von Gingerbread Man Clumpy)

Videospiele
- 2013: Adventure Time: Explore the Dungeon Because I Don’t Know! (Stimme von Earl of Lemongrab)
- 2015: Adventure Time: Finn & Jake Investigations (Stimme von Earl of Lemongrab)
- 2015: Lego Dimensions (Stimme von Earl of Lemongrab und Lemongrab 2)
- 2015: Dr. Langeskov, the Tiger and the Terribly Cursed Emerald: A Whirlwind Heist (Stimme von Little Tommy)
- 2019: Trover Saves the Universe
- 2022: High on Life